# インキピット

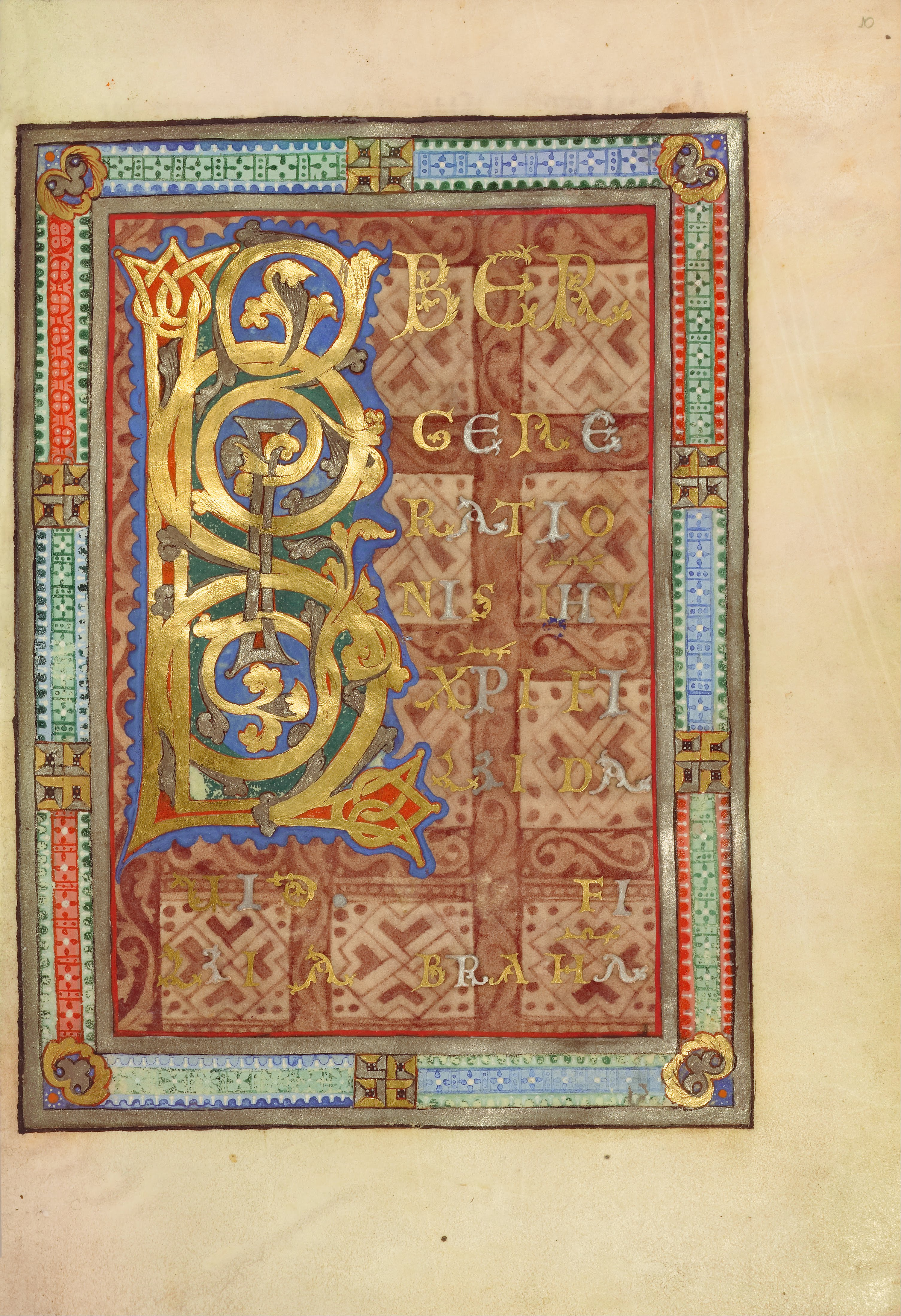
装飾されたインキピットの頁、マタイによる福音書, 1120–1140

インキピット（ラテン語：Incipit）とは、詩歌や記録などで文書の冒頭の数語を指す言葉。書物の題名という概念が発達していなかった時代、ある書物をさすために冒頭の数語を用いてこれに代えるのが通例であった。これがインキピットである。インキピットとはラテン語で「ここに始まる」という意味で、書物の冒頭に出る慣用句であった。たとえば「Incipit carmen Virgilis arma virumque cano」という文書は「アルマ・ウィルムクェ・カノーで始まるウェルギリウスの詩」という意味である。
中世、文章中でインキピットにあたる部分は他と区別するため、異なった字体や色で書かれて強調された。

## 歴史
インキピットという言葉自体はラテン語だが、同様の習慣はその数千年前までさかのぼることができる。たとえばシュメール人の残した粘土板の中には文書の一覧表があるが、その中で文書の題名はすでに冒頭の数語で表されている。一覧表は書記たちの利用に供するために作られたと考えられているが、粘土板の大きさが限られていたことから、長い文書は書くことができず、結果的に冒頭の数語で特定の書物を表すことになった。中東古代史の研究者ラーナー（Frederick Andrew Lerner）は自著においてシュメール人の文書リストにおけるインキピットの例として以下のようなものをあげている。
- 高貴な戦士たち
- 羊の所在
- 野生の牛の所在
- われわれの都市においての
- 過ぎ去った日々の

旧約聖書の元々の書名もほとんどがインキピットである。たとえば『哀歌』はヘブライ語では「エーハー」(אֵיכָה)と呼ばれるが、これは本文冒頭の「いかに」という言葉をそのままとったものである。旧約聖書がギリシア語に訳された時、初めて『哀しい歌』を表す「トレーノイ」（θρῆνοι）という題名がつけられ、ラテン語ではギリシア語を借用して Threni とするか、翻訳して Lamentationes とした。近代ヨーロッパ諸語は、ラテン語にそって訳された。
音楽では冒頭の文句を題として使うのは一般的であり、教会音楽の「レクイエム」「キリエ」「アヴェ・ヴェルム・コルプス」など枚挙にいとまがない。また、モーツァルトのように、自作・他者の作品リストに曲の冒頭の譜例を記すというインキピットも見られた。
中国でも、『詩経』『論語』『孟子』などの古い書籍では冒頭の数文字を篇題としていることが多い。『老子道徳経』の名も「道」と「徳」ではじまる2つの篇から構成されることによる。能筆家の手紙なども『喪乱帖』や『風信帖』のように冒頭の文字を題名にするインキピットの手法が使用された。
近代に入って図書館の制度が発達すると、本を題名によって分類する方法が一般化した。書物に特定の題名をつけず冒頭の数語でこれを呼ぶという慣習は印刷技術の発展で表紙にタイトルをつけることが一般化したことで廃れていった。冒頭の数語に関係なく、本に題名をつける習慣が広まり、国際標準書誌記述（ISBD）として確立したことでインキピットは完全に過去のものとなった。

## 現代のインキピット
インキピットという言葉を古文書学以外の世界で目にすることは少なくなったが、それでもいまだにインキピットを用いる習慣は残っている。たとえば詩歌で題名のないものはインキピットで呼ばれる。シェイクスピアのソネット55番（英語: Sonnet_55）を「大理石でもなく金塗りのモニュメントでもなく」（"Not marble, nor the gilded monuments"）と呼ぶことがそれにあたる。
他にもローマ教皇庁から出される教皇勅書などの公文書は正文がラテン語版であり、題名としてインキピットを用いている。たとえばヨハネ・パウロ2世の1996年の回勅『いのちの福音』の原題は「Evangelium Vitae」であるが、これはラテン語本文冒頭の二語（インキピット）である。
過去のものとなったかに見えるインキピットだが、思わぬところで復活している。たとえばMicrosoft Wordをはじめとするワープロソフトで文書を保存するとき、利用者が題名を指定しなければ自動的に冒頭の数語をとって題名とする機能がついているものが多い。もし利用者がわざわざ題名をつけず、自動機能にまかせて文書を作成して一覧を見ればあたかもシュメール人の文書リストのようなものが見られることになる。